# シュベツォフ ASh-73
シュベツォフ ASh-73（ロシア語: Швецов АШ-73）は、1947年-1957年にかけてソビエト連邦で生産されていた航空用エンジンである。総生産数は14,310基で、Be-6飛行艇やTu-4戦略爆撃機などの大型機に使用された。

## 開発
ASh-73は、2,000馬力級の空冷式二重星型18気筒エンジンで、9気筒の M-25を複列化し、出力を向上させたものである。
ASh-73と同様のコンセプトに基づく18気筒エンジンは、1930年代後半から試作されてきた。M-70と呼ばれるエンジンが1938年にテストされたが、満足いく結果を残せずに不採用となった。1940年にM-71が製作されたが、これも失敗に終わった。1941年には独ソ戦が勃発し、重要性の低いと考えられた18気筒エンジンの開発は中断された。
開発が再開したのは、不時着したB-29を捕獲した1944年だった。まずASh-72と呼ばれるエンジンが製造され、おおむね良好な性能を発揮したものの、量産は見送られた。続いて1945年内に改良型のASh-73が完成した。1946年末まで行われた試験で優れた性能を持つと認められたため、1947年に量産化された。

## ASh-73とR-3350
ライト R-3350 サイクロン 18は、アメリカで開発された航空用エンジンで、二重星型18気筒の構成や、出力、寸法など、多くの点がASh-73と似通っている。ASh-73は、R-3350のコピーとされることもあるが、M-25を元にソ連で開発されたものである。
ただし、ASh-73とR-3350は無関係のエンジンではなく、いずれもライト R-1820 サイクロン 9という共通の祖先から派生したものである。R-1820をアメリカで複列化したのがR-3350。R-1820をソ連でM-25としてライセンス生産し、そのM-25を複列化したのがASh-73であった。このため両エンジン間に類似点は多く、相互に交換可能な部品もあった。
Tu-4爆撃機は ソ連領内に緊急着陸したB-29爆撃機（R-3350搭載）をリバースエンジニアリングにより模倣したものだが、完全なコピーではなくエンジンはASh-73を載せていた。なお、生産途中からASh-73に装備されるようになった排気タービン式過給器は、R-3350に装備されたものの、コピーであった。

## 主要諸元

### シュベツォフ ASh-73TK
- タイプ：空冷二重星型18気筒
- 動弁系：OHV 2バルブ/気筒 ナトリウム封入式
- ボア×ストローク：155.5mm×170mm
- 全長：2.29m
- 直径：1.37m
- 排気量：58.113L
- 乾燥重量：1339kg
- 圧縮比：6.9
- 燃料供給方式：キャブレター式（後期は直接噴射式）
- 使用燃料：92/93オクタンまたは100オクタンガソリン
- 過給機：2段式（ターボ式+機械式1速）インタークーラー付
- 減速比：0.375
- 出力：
  - キャブレター・92/93オクタン燃料使用時
    - 2,400hp/2,600rpm/1.5気圧ブースト（離昇出力）
    - 2,200hp/2,400rpm 高度8,700m
    - 2,000hp/2,400rpm 高度9,300m

  - 燃料直接噴射時
    - 2,720hp（離昇出力）
    - 2,360hp（最大持続）
- 総生産基数：14,310

## 搭載機
ソビエト連邦
- ツポレフ Tu-4
- ベリエフ Be-6